# Angelica morii
Angelica morii är en flockblommig växtart som beskrevs av Bunzo Hayata. Angelica morii ingår i släktet kvannar, och familjen flockblommiga växter. Inga underarter finns listade i Catalogue of Life.